# James Horan
James Horan, noto anche con lo pseudonimo di Jame Horan (Louisville, 14 dicembre 1954), è un attore e doppiatore statunitense.

## Carriera
Horan è apparso in molti programmi televisivi e film. Egli è apparso come star in molte soap opera incluse Sentieri come Detective Kirk Winters nel 1981, Destini come Denny Hobson, General Hospital come Brett Madison e La valle dei pini come Creed Kelly.
Horan è stato presente in quattro delle serie di Star Trek. Egli è apparso due volte in Star Trek: The Next Generation nel 1993, la prima come un alieno di nome "Jo'Bril" nell'episodio Sospetti e successivamente come "Tenente Barnaby" nell'episodio Il ritorno dei Borg. Nel 1997, egli è apparso in Star Trek: Voyager come "Tosin" nell'episodio Il prezzo dell'onestà e in Star Trek: Deep Space Nine nei panni di un Jem'Hadar dal nome "Ikat'ika" nell'episodio
All'ombra del Purgatorio e Alla luce dell'Inferno. Horan ha avuto anche un ruolo ricorrente nelle prime due stagioni di Star Trek: Enterprise come l'enigmatico personaggio chiamato dai fan "Future Guy" e che ha la voce uguale identica al principale antagonista di Looney Tunes: zoo Madness di nome Rigby Smith.
Le apparizioni televisive di Horan includono ruoli in Le notti del lupo, Mai dire sì, Zorro e Highlander; è apparso anche in un episodio della sesta stagione di 24.
In aggiunta al suo lavoro cinematografico e televisivo, Horan ha dato anche la voce per diversi videogiochi, inclusi alcuni giochi di Star Trek e Guerre stellari. Nel 2003 ha dato la voce a Smaug nell'adattamento a videogioco del romanzo Lo Hobbit di John Ronald Reuel Tolkien. Ha dato la voce al Maggiore Cooper in Age of Empires III: Age of Discovery. Ha dato la voce a Darkham in Arc - Il tramonto degli Spiriti. Egli ha anche dato la voce al Dottor Strange in Marvel: La Grande Alleanza e Slim Cognito in Ratchet & Clank. Egli ha fornito anche la voce a Paul Rawlings in Clive Barker's Jericho. Egli ha dato la voce a Long Feng nel videogioco Avatar: The Last Airbender – The Burning Earth. Ha dato la voce a Harvey Moiseiwitsch Volodarskii in No More Heroes, ma la serie è ancora lunga e la sua attività continua inarrestabile. Da segnalare anche la voce di Wheeljack nella serie animata Transformers: Prime.
Nel 2012 ha interpretato la parte dello sceriffo in uno spot della "5-hour Energy".
Sua moglie, Stefania Bronzoni, è una traduttrice italiano/inglese. Si sono incontrati in Italia ad una convention di Star Trek nel 2004 e si sono sposati alla fine di aprile del 2005.

## Filmografia parziale

### Cinema
- Chattanooga Choo Choo, regia di Bruce Bilson (1984)
- Madonna: A Case of Blood Ambition (1990)
- Allyson Is Watching (1997)
- Club Wild Side (1998)
- The Black Rose (2000)
- Gods and Generals, regia di Ronald F. Maxwell (2003)
- Journeyman (2005)
- L'ultimo messia (2006)
- Flags of Our Fathers, regia di Clint Eastwood (2006)
- Choose Connor, regia di Luke Eberl (2007)
- TV Face (2007)
- Dying God, regia di Fabrice Lambot (2008)
- An Old Man's Gold (2012)

### Televisione
- Sentieri (The Guiding Light, dal 1975 Guiding Light) - soap opera (1981)
- Destini (Another World) - soap opera, 5 episodi (1981-1982)
- Ai confini della notte (The Edge of Night) - soap opera (1982)
- Hazzard (The Dukes of Hazzard) - serie TV, episodio 5x21 (1983)
- Mai dire sì (Remington Steele) - serie TV, episodio 2x03 (1983)
- Dynasty - serie TV, episodio 5x08 (1984)
- General Hospital - soap opera (1985-1987)
- Le notti del lupo (Werewolf) - serie TV, episodio 1x18 (1987)
- La valle dei pini (All My Children) - soap opera, 2 episodi (1987-1989)
- Hunter - serie TV, 2 episodi (1989)
- Quando si ama (Loving) - soap opera (1989-1991)
- Il commissario Scali (The Commish) - serie TV, episodio 2x10 (1992)
- Zorro - serie TV, 4 episodi (1993)
- Highlander (Highlander: The Series) - serie TV, episodio 1x13 (1993)
- I giustizieri della notte (Dark Justice) - serie TV, 1 episodio (1993)
- Star Trek: The Next Generation - serie TV, episodi 6x22-7x01 (1993)
- La casa sulla scogliera (1994)
- Baywatch - serie TV, episodio 4x17 (1994)
- Melrose Place - serie TV, episodio 4x03 (1995)
- Walker Texas Ranger (Walker, Texas Ranger) - serie TV, episodio 4x25 (1996)
- Star Trek: Voyager - serie TV, episodio 3x13 (1997)
- Star Trek: Deep Space Nine - serie TV, episodi 5x14 e 5x15 (1997)
- Alta marea (High Tide) - serie TV, 1 episodio (1997)
- Febbre d'amore (The Young and the Restless) - soap opera, 3 episodi (1998)
- V.I.P. (Vallery Irons Protection) - serie TV, episodio 1x20 (1998)
- Star Trek: Enterprise - serie TV, 6 episodi (2001-2003)
- Le tenebrose avventure di Billy e Mandy (The Grim Adventures of Billy & Mandy) - serie TV, 2 episodi (2003)
- Streghe (Charmed) - serie TV, episodio 6x19 (2004)
- Lost - serie TV, episodio 2x09 (2005)
- Criminal Minds - serie TV, episodio 2x13 (2007)
- 24 - serie TV, episodio 6x14 (2007)
- Sunset Bar (2012)

### Teatro
- To Kill a Mockingbird - The Lex Theatre, Hollywood, California
- The Seafarer - Geffen Playhouse, Westwood, California
- Falling Upward - El Portal Theatre, N. Hoolywood, California
- Dark Paradise - Cincinnati Playhouse, Ohio
- Hedda Gabler - Hudson Guild Theatre, Los Angeles
- Dracula - Actors Theatre of Louisville, Kentucky
- Dr Jekyll & Miss Hyde - Barber Theatre, Virginia
- Sleuth - Vermont Stage Co., Burlington (Vermont)
- Richard III - Mark Taper Forum, Los Angeles
- Elektra - Old Globe Theatre, San Diego, California
- Strange Snow - Hollywood Playhouse, Los Angeles

### Cortometraggi
- Last Meal (2008)
- K Citizen (2010)
- Good Samaritan (2011)

### Videoclip
- Scanner Cop (1994)
- Onda d'urto (1998)
- Song of the Vampire (2001)

### Musical
- Man of La Mancha - Santa Clarita Regional Stage
- Phantom of the Opera - U.K. Tour, Edinburgh Festival
- Men - B Street Theatre, Sacramento (California)
- The Fantasticks - Third Stage Theatre, Los Angeles

## Doppiaggio

### Televisione
- Roughnecks: Starship Troopers Chronicles - serie animata, 13 episodi (1999-2000)
- Star Trek: Enterprise (1 episodio - 1 - non accreditato) (2001)
- Spider-Man: The New Animated Series (1 episodio - 1) (2003)
- Le tenebrose avventure di Billy e Mandy (1 episodio - 1) (2003)
- Generator Rex (1 episodio - 2) (2010)
- Sym-Bionic Titan (1 episodio - 1) (2011)
- Transformers: Prime (5 episodio - 1) (2011-2012)
- Le nuove avventure di Scooby-Doo (What's New, Scooby-Doo?) - serie animata, 1 episodio (2005)

### Cortometraggi
- Mostri contro alieni - La notte delle carote viventi (Monsters vs. Aliens: Night of the Living Carrots) - 1 voce (2011)

### Videogiochi
- Star Trek: Klingon Academy (3 voci) (1998)
- Forgotten Realms: Baldur's Gate II - Shadows of Amn (3 voci) (2000)
- Freedom: First Resistance (4 voci) (2000)
- Ghost Recon (1 voce) (2001)
- The Mummy Returns (2 voci) (2001)
- Star Wars: Galactic Battlegrounds (4 voci) (2002)
- Ra pyuseru: Hikari no seijo densetsu (2 voci) (2002)
- New Legends (2 voci) (2002)
- The Sum of All Fears (1 voce) (2002)
- Summoner 2 (3 voci) (2002)
- Red Faction II (1 voce) (2002)
- Star Trek: Starfleet Command III (1 voce) (2002)
- Il Signore degli Anelli - La Compagnia dell'Anello (2 voci) (2002)
- Battlestar Galactica (1 voce) (2003)
- Freelancer (1 voce) (2003)
- Arc the Lad: Seirei no kôkon (1 voce) (2003)
- Lionheart (1 voce) (2003)
- Star Wars: Knights of the Old Republic (2 voci) (2003)
- Lionheart: Legacy of the Crusader (1 voce) (2003)
- Extreme Skate Adventure (1 voce) (2003)
- Jet Li: Rise to Honor (1 voce) (2003)
- SOCOM II: U.S. Navy SEALs (1 voce) (2003)
- Ratchet & Clank: Fuoco a volontà (4 voci) (2003)
- The Hobbit (1 voce) (2003)
- Champions of Norrath: Realms of EverQuest (1 voce) (2004)
- Gungrave OD (2 voci) (2004)
- Onimusha Blade Warriors (1 voce) (2004)
- ShellShock: Nam '67 (2 voci) (2004)
- The Punisher (1 voce) (2004)
- Ratchet & Clank 3 (1 voce) (2004)
- Everquest II (20 voci) (2004)
- Star Wars: Knights of the Old Republic II: The Sith Lords (3 voci) (2004)
- Champions: Return to Arms (1 voce) (2005)
- Samurai uesutan: Katsugeki samurai-dô (2 voci) (2005)
- Advent Rising (1 voce) (2005)
- Killer7 (1 voce) (2005)
- SOCOM 3: U.S. Navy SEALs (1 voce) (2005)
- SOCOM: U.S. Navy SEALs Fireteam Bravo (1 voce) (2005)
- Age of Empires III: Age of Discovery (1 voce) (2005)
- The Matrix: Path of Neo (4 voci) (2005)
- Neopets: The Darkest Faerie (1 voce) (2005)
- Yakuza (1 voce) (2005)
- Kingdom Hearts II (1 voce) (2005)
- Syphon Filter: Dark Mirror (1 voce come Jame Horan) (2006)
- Ninety-Nine Nights (1 voce) (2006)
- Guild Wars Factions (1 voce) (2006)
- Company of Heroes (1 voce) (2006)
- Avatar: The Last Airbender (1 voce) (2006)
- Marvel: La Grande Alleanza (3 voci) (2006)
- SOCOM: U.S. Navy SEALs Combined Assault (1 voce) (2006)
- SOCOM: U.S. Navy SEALs Fireteam Bravo 2 (1 voce) (2006)
- Il Signore degli Anelli: La battaglia per la Terra di Mezzo 2: L'ascesa del Re stregone (1 voce) (2006)
- Microsoft Flight Simulator X (1 voce) (2006)
- Titan Quest: Immortal Throne (1 voce) (2007)
- Kingdom Hearts II: Final Mix+ (1 voce) (2007)
- Medieval II: Total War - Kingdoms (1 voce) (2007)
- Avatar: The Last Airbender - The Burnig Earth (1 voce) (2007)
- Clive Barker's Jericho (1 voce) (2007)
- La bussola d'oro (3 voci) (2007)
- Universe at War: Earth Assault (1 voce) (2007)
- No More Heroes (1 voce) (2007)
- Rise of the Argonauts (1 voce) (2008)
- Fracture (1 voce) (2008)
- Endwar (1 voce) (2008)
- Destroy All Humans! Path Of The Furon (1 voce) (2008)
- Mostri contro alieni (1 voce) (2009)
- Batman: Arkham Asylum (3 voci) (2009)
- Uncharted 2: Il covo dei ladri (1 voce) (2009)
- James Cameron's Avatar: Il gioco (1 voce) (2009)
- The Saboteur (2 voci) (2009)
- Warhammer 40,000: Dawn of War II - Chaos Rising (4 voci) (2010)
- Command & Conquer 4: Tiberian Twilight (1 voce) (2010)
- Fallout: New Vegas (1 voce) (2010)
- Warhammer 40,000: Dawn of War II - Retribution (3 voci) (2011)
- F.3.A.R. (1 voce) (2011)
- Ace Combat: Assault Horizon (1 voce) (2011)
- Batman: Arkham City (5 voci) (2011)
- Jurassic Park: The Game (2 voci) (2011)
- Kingdoms of Amalur: Reckoning (1 voce) (2012)
- Diablo III (1 voce) (2012)
- Batman: Arkham Shadow - videogioco (2024)[3]; voce di Anamwathana, Green e Jack Ryder.
- Metal Gear Solid V: Ground Zeroes e Metal Gear Solid V: The Phantom Pain (Skull Face)

## Doppiatori italiani
Nelle versioni in italiano delle opere in cui ha recitato, James Horan è stato doppiato da:
- Emilio Cappuccio in Quando si ama
- Nino Prester in Star Trek: The Next Generation (ep. 6x22)
- Francesco Bulckaen in Star Trek: The Next Generation (ep. 7x01)
- Paolo Maria Scalondro in La casa sulla scogliera
- Gioacchino Maniscalco in Lost

Da doppiatore, è stato sostituito da:
- Claudio Beccari in Batman: Arkham Shadow